# Новые Поляны (Краснодарский край)
Но́вые Поля́ны (иногда Новые Планы) — посёлок в Апшеронском районе Краснодарского края России. Административный центр Новополянского сельского поселения.

## География

### Улицы
- ул. Амбулаторная
- ул. Кирова
- ул. Комсомольская
- пер. Родниковый
- ул. Чапаева
- ул. Клубная
- ул. Зелёная
- ул. Лесная
- ул. Новая
- ул. Мостовая
- ул. Школьная
- ул. Почтовая

## История
Поселок образован в 1963 г. путем выделения левобережной части станицы Самурской в отдельный населенный пункт. В 1972 г. в состав поселка был включен хутор Самурский.

## Население
| 2002 | 2010  |
| ---- | ----- |
| 2002 | ↗2315 |